# Hamilton Luiz Guidorizzi
Hamilton Luiz Guidorizzi é um matemático brasileiro, professor da Universidade de São Paulo e doutor em matemática aplicada pelo Instituto de Matemática e Estatística da Universidade de São Paulo, da mesma instituição. Guidorizzi é amplamente reconhecido por sua influente série de livros Um Curso de Cálculo, que se tornou uma obra de referência para estudantes de graduação em ciências exatas no Brasil 

## Formação acadêmica
Hamilton Luiz Guidorizzi construiu sua carreira acadêmica na USP. Ele obteve seu diploma de mestrado em 1971, com a dissertação Operadores analíticos lineares, sob a orientação de Domingos Pisanelli. O trabalho foi notável por sua abordagem didática, visando facilitar o estudo da teoria dos operadores lineares analíticos.
Em outubro de 1988, ele concluiu seu doutorado em Matemática Aplicada, apresentando a tese Contribuições ao estudo das equações diferenciais ordinárias de segunda ordem. Orientado por Mauro de Oliveira Cesar, sua pesquisa se concentrou em estabelecer uma integral primeira para a equação {\displaystyle {\ddot {y}}=g(t)y} e em aprofundar o estudo da Equação de Liénard {\displaystyle {\ddot {x}}+f(x){\dot {x}}+g(x)=0}.
Durante sua graduação, Guidorizzi foi aluno da professora Elza Furtado Gomide, uma figura importante na implantação da disciplina de Cálculo Diferencial e Integral na USP. A influência de Gomide e sua abordagem didática inspiraram o próprio Guidorizzi a aproximar a disciplina de Análise Matemática do Cálculo, uma metodologia que ele posteriormente adotou em sua própria obra.

## Publicações e trabalhos
A produção de Guidorizzi se concentra nas áreas de álgebra e análise, com um foco especial em equações diferenciais ordinárias. Seus trabalhos mais notáveis são os livros didáticos que impactaram gerações de estudantes universitários.

### Livros
A série Um Curso de Cálculo é a obra mais proeminente de Guidorizzi. Os volumes são amplamente utilizados em bibliotecas universitárias e nos currículos de cursos de graduação em matemática, engenharia e outras áreas das ciências exatas.
- Volume 1: Publicado em 1985, este volume inicial aborda os conceitos fundamentais de limite, derivada e integral para funções de uma variável real. A obra é baseada nos cursos de Cálculo que o professor ministrou na Escola Politécnica, no Instituto de Matemática e Estatística da USP e no Instituto de Ensino de Engenharia Paulista.[8][9]
- Volume 2: Este livro se aprofunda em temas como funções integráveis, continuidade, derivabilidade, integrais impróprias e o método dos mínimos quadrados. Guidorizzi agradece sua ex-professora, Elza Furtado Gomide, por suas sugestões na elaboração da obra[10].
- Volume 3: O terceiro volume, publicado em 1987, trata de funções de várias variáveis reais, integrais duplas e triplas, campos conservativos e os teoremas da divergência e de Stokes.[11][12]
- Volume 4: O último volume da série, publicado em 1988, estuda sequências e séries numéricas e de funções, além de uma introdução às séries de Fourier. Guidorizzi menciona que a ideia para sua tese de doutorado e outros artigos científicos surgiu a partir do conteúdo deste livro.[13][14]

Além de sua principal coleção, Guidorizzi também publicou o livro Matemática para Administração (2002).

### Artigos científicos
Sua pesquisa em equações diferenciais ordinárias resultou em diversos artigos científicos, com destaque para temas como a existência de soluções periódicas e oscilantes para equações como a de Liénard. São estes:
- 1990: On the existence of periodic solutions for the equation x dois pontos + f (x)x ponto +g (x) =0.[16]
- 1991: Sobre os três primeiros criterios da hierarquia de morgan para convergencia ou divergencia de series de termos positivos.[17]
- 1993: Oscillating and Periodic Solutions of Equations of Type d x/dt +dx/dt(somatória i=1 a n)fi(x)exp(diabs(dx/dt)+g(x)=0.[18]
- 1993: Oscillating and periodic solutions of equations of type 'X 2 PONTOS' + 'F IND.1' (x) 'X PONTO' + 'F IND.2' (x) 'X PONTO POT.2' + g (x) = 0.[19]
- 1995: The family of functions 'S IND.ALFA', k and the Lienard equation.[20]
- 1996: Soluções periódicas da equação de Lienard.[21]
- 1996: The family of functions 'S IND. α,k' and the Lienard equation.[22]

## Vida pessoal
Filho de Elisa e Italo Guidorizzi, é casado com Celene e pai de Maristela e Hamilton. Em seus livros, menciona a influência de familiares e colegas, como a professora Zara Issa Abud.